# 林讚南

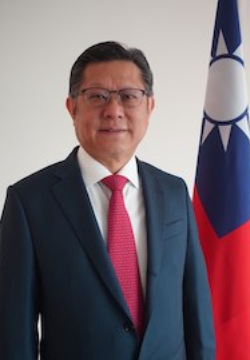
駐米蘭辦事處刊登肖像照。

林讚南，中華民國外交官，已婚，育有2子。

## 學歷
- 臺灣省立屏東師範專科學校畢業（1986年）[1]
- 奧托里諾·雷史畢基音樂學院（義大利語：Conservatorio Ottorino Respighi）演唱碩士（1996年）[1]

## 經歷

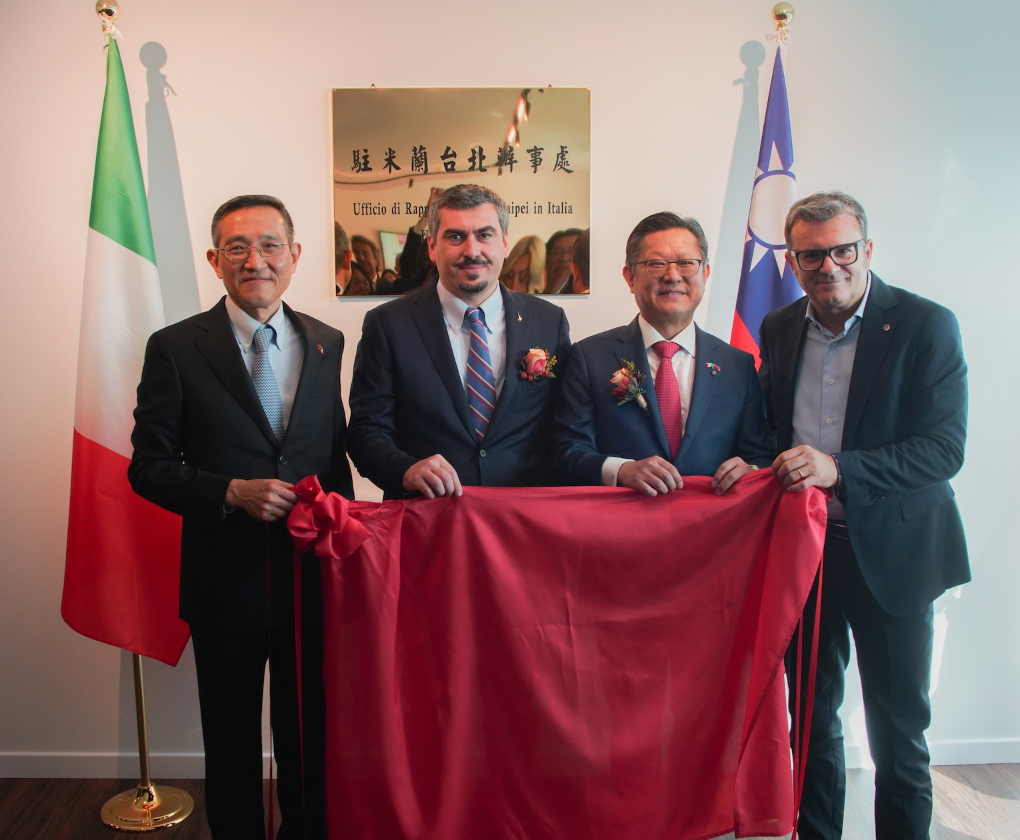
2023年10月16日，駐米蘭臺北辦事處揭牌運作，中華民國駐義大利代表蔡允中（左）、義大利眾議院外交委員會副主席保羅·佛曼提尼（中左）、首任處長林讚南（中右）、義大利參議院副議長錢益友（右）攝於館牌前。

- 外交部經貿事務司科員（1998年－2001年）[註 1]
- 駐義大利臺北代表處秘書（2001年－2008年）
- 外交部外交領事人員講習所組長（2008年－2012年）
- 駐義大利臺北代表處組長（2012年－2018年）
- 外交部非政府組織國際事務會副參事回部辦事（2018年－2019年）
- 外交部外交及國際事務學院輔導員（2019年）
- 外交部非政府組織國際事務會副執行長（2019年－2021年）
- 駐義大利臺北代表處公使銜副代表（2021年－2023年）[註 2]
- 駐米蘭臺北辦事處總領事銜處長（2023年7月－）[註 2]

## 職業生涯
2023年4月17日，中華民國外交部宣布將在義大利北部、第二大城米蘭設立駐米蘭臺北辦事處。10月16日，辦事處揭牌運作，由駐義大利副代表林讚南出任首任處長。

## 榮譽
2009年，獲頒義大利團結之星騎士勳章（Cavaliere dell'Ordine della Stella della Solidarietà Italiana）
| 外交職務  | 外交職務                       | 外交職務 |
| --------- | ------------------------------ | -------- |
| 前任： 無 | 中華民國駐米蘭處長 2023年7月－ | 繼任： ' |

## 外部連結
- 林讚南. . 公務出國報告資訊網. 2009年12月1日  [2023年10月21日]. （原始内容存档于2022年11月28日）.